# Mario Tanassi
Mario Tanassi (né à Ururi le 17 mars 1916 et mort à Rome le 5 mai 2007) est un homme politique italien plusieurs fois ministre de la République italienne. En 1979, il est condamné par la Cour constitutionnelle italienne pour son implication dans le scandale de corruption Lockheed .

## Biographie
Mario Tanassi est né à Ururi, dans la province de Campobasso. Il est entré au Parti social-démocrate italien (Partito Socialista Democratico Italiano ou PSDI) et a été co-secrétaire national avec Francesco De Martino du PSI-PSDI unifié, réunion éphémère du PSDI et du Parti socialiste italien .
Mario Tanassi a été ministre de la Défense pour la première fois au sein du Cabinet Rumor II (1970), issu d'une alliance entre la Démocratie chrétienne (DC), le PSI et le PSDI. En 1972, il est à nouveau nommé ministre de la Défense, ainsi que vice-Premier ministre (Cabinet Andreotti II, dans lequel le Parti libéral italien avait remplacé les socialistes). Il a été ministre de la Défense pour la troisième fois dans le quatrième gouvernement Rumor (DC-PSI-PSDI- PRI ).
Après un bref mandat en 1972, il redevint secrétaire national du PSDI en juin 1975, en remplacement de Flavio Orlandi. Il est impliqué dans l'« Affaire Lockheed » avec Mariano Rumor et Luigi Gui perdant son poste de secrétaire du parti. En 1979, la cour constitutionnelle italienne le déclare coupable de corruption et le condamne à deux ans et 6 mois de prison dont il fait 6 fermes. Il est le premier ancien ministre italien à être condamné à une peine de prison.